# Hal Clement
Harry Clement Stubbs, más conocido por su seudónimo Hal Clement, nació el 30 de mayo de 1922 en Somerville, Massachusetts (EE. UU.) y falleció el 29 de octubre de 2003 en Milton, Massachusetts (EE. UU.). Profesor de química de la Academia Milton, Clement es mundialmente conocido como escritor de ciencia ficción.

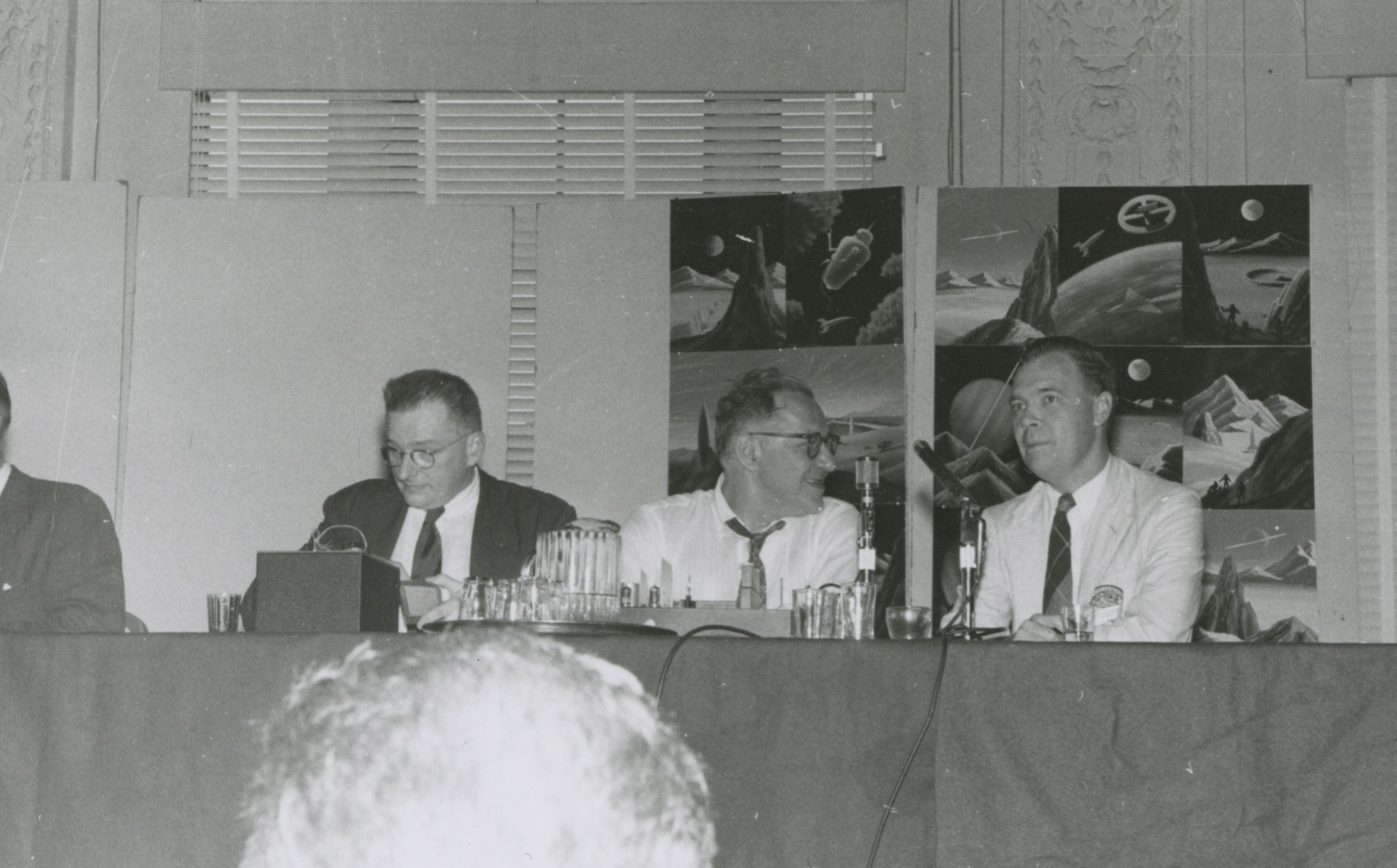
John W. Campbell (izquierda) y Hal Clement (derecha) en la 14.ª Worldcon de 1956.

Clement formó parte del círculo de escritores que John W. Campbell reunió para la revista Astounding. Publicó su primer relato en la misma, Proof en 1942. Escritor no muy prolífico, publicó libros de forma muy esporádica.
Se considera a Clement como uno de los autores más representativos de la ciencia ficción dura, y sus obras, por la verosimilitud y seriedad con que se empleaba en el tratamiento científico de las mismas, casi pueden considerarse cursos de física, química y astronomía. A pesar de ello, consiguió hacerlas muy entretenidas, con una amenidad no muy común en este tipo de novelas. Por ello, sus obras se consideran ideales para la divulgación científica entre los jóvenes. Su novela más destacada en este sentido es Misión de gravedad (1954), y ha sido considerada un hito en la ciencia ficción.
En 1998 fue galardonado con el premio Gran Maestro «por introducir la ciencia dura en la ciencia ficción».

### Novelas
- Persecución cósmica (Needle, 1950)
- Iceworld (1953)
- Misión de gravedad (Mission of Gravity, 1954)
- The Ranger Boys in Space (1956)
- Ciclo de fuego (Cycle of Fire, 1957)
- Cerca del punto crítico (Close to Critical, 1964)
- Estrella brillante (Star Light, 1971). Secuela de Misión de gravedad
- Ocean on Top (1973)
- Through the Eye of a Needle (1978)
- The Nitrogen Fix (1980)
- Río tranquilo (Still River, 1987)
- Half Life (1999)
- Noise (2003)